# Main Bay
Die Main Bay (englisch für Hauptbucht) ist eine Bucht an der Südküste von Bird Island vor dem nordwestlichen Ende Südgeorgiens. Sie bildet den westlichen Seitenarm der Jordan Cove. 
Laut Angaben des UK Antarctic Place-Names Committee von 1961 geht die Benennung auf Biologen des Falkland Islands Dependencies Survey zurück, die ab 1956 hier tätig waren.